# Kedzie–Homan (Metro de Chicago)
Kedzie–Homan es una estación en la línea Azul del Metro de Chicago. La estación se encuentra localizada en 530 South Kedzie Avenue en Chicago, Illinois. La estación Kedzie–Homan fue inaugurada el 22 de junio de 1958.  La Autoridad de Tránsito de Chicago es la encargada por el mantenimiento y administración de la estación. La estación aún tiene los letreros con el nombre anterior de Kedzie.

## Descripción
La estación Kedzie–Homan cuenta con 1 plataforma central y 2 vías. 

## Conexiones
La estación es abastecida por las siguientes conexiones: 
- Rutas del CTA Buses: #7 Harrison #52 Kedzie/California #82 Kimball/Homan